# 白山七社
白山七社（はくさんしちしゃ）は、石川県白山市にある白山信仰関係7社の総称。

## 一覧
- 本宮四社
  - 白山本宮 （はくさんほんぐう） - 現在の白山比咩神社（白山市三宮町）。現在の古宮公園（白山市白山町）の地にあったが、文明12年（1480年）に大火により全焼して、三宮（加賀一の宮駅付近、白山市三宮町）の地に遷座。続く加賀一向一揆の戦乱で白山衆徒は廃絶し、社殿は再興できずその後100年間あまり荒廃した。白山本宮の社殿堂塔復興は、安土桃山時代に綸旨を受けた前田利家により行われた。その後、神仏分離令や第二次世界大戦を経験し、白山比咩神社は白山神社の総本社として神社本庁の別表神社となり、現在に至る。

- - 金剱宮 （きんけんぐう、白山市鶴来日詰町）
  - 三宮 （さんのみや） - 現在の白山比咩神社鎮座地にもとあった神社
  - 岩本宮 （いわもとぐう） - 現在の岩本神社（能美市岩本町）
- 中宮三社
  - 中宮 （ちゅうぐう） - 笥笠中宮神社（白山市中宮）
  - 佐羅宮 （さらのみや） - 佐羅早松神社（白山市佐良）
  - 別宮（べっくう） - 白山別宮神社（白山市別宮町）

平安時代に白山登拝の起点の馬場（ばんば）が加賀・越前・美濃に設けられた。加賀の馬場では「本宮四社」とされる白山本宮・金剱宮・三宮・岩本宮と「中宮三社」とされる中宮・佐羅宮・別宮の総称として、日吉七社に倣い「白山七社」の語が用いられた。
また、中宮三社と中宮八院（護国寺、昌隆寺、松谷寺、蓮花寺、善興寺、長寛寺、涌泉寺、隆明寺）を併せて「三社八院」と総称する。
白山七社は、白山の禅定道の一つである加賀禅定道の中心的神社となった。
白山本宮の神宮寺（別当寺）の長である長吏（ちょうり）は、他の6社の長吏をまとめ惣長吏を兼ね、馬場を統括した。